# Provincia de Enrique Baldivieso
La provincia de Enrique Baldivieso es una provincia de Bolivia ubicada en el centro sur del departamento de Potosí. Debe su nombre al exvicepresidente boliviano Enrique Baldivieso. Su capital es San Agustín, situada en la orilla del río Turuncha. Fue creada por Ley de 6 de febrero de 1985 durante la presidencia de Hernán Siles Suazo, separándose de la provincia de Nor Lípez.

## Historia
Hasta 1885, cuando surgió la división política actual, el antiguo Ayllu de los Lípez, se trasformó en la "provincia de Lípez", que estaba formada por 3 cantones: San Cristóbal, San Pablo y Llica. 
La actual provincia de Enrique Baldivieso quedaba en la jurisdicción del cantón San Cristóbal.
En 1917, se crearon las provincias de Nor Lípez y de Sud Lípez, la primera con lo que era el antiguo cantón de San Cristóbal. El 2 de febrero de ese año, por la importancia agropecuaria, comercial y de transporte que adquirió la zona, Colcha K se consolidó como capital de la provincia, de la cual, la jurisdicción de San Agustín quedó como uno de sus cantones, condición que sustentó hasta 1985.
A partir del 16 de junio de 1985, San Agustín asumió el rango de capital de la Provincia de Enrique Baldivieso recién creada.

## Ubicación
La provincia de Enrique Baldivieso es una de las dieciséis provincias del departamento de Potosí. Se encuentra ubicada entre los paralelos 21°03' y 21°51' Sur y entre los meridianos 67°07' y 67°48' Oeste. Por el Oeste, Norte y Este se encuentra rodeada de la provincia de Nor Lípez en la cual es prácticamente un enclave, sólo el extremo meridional limita en un tramo de apenas 20 km con la provincia de Sur Lípez.
Esta provincia se extiende por poco más de 120 kilómetros de sureste a suroeste y posee un ancho promedio de 35 km.

Ocupa un área de 2.343 km² poseyendo una densidad demográfica de sólo 0,7 habitantes/km² en el año 2001.

## Fisiografía
La estrecha franja territorial de Enrique Baldivieso se extiende por el Altiplano en un territorio bastante accidentado por cordones montañosos ("lomas") entre los cuales se hallan estrechos y pequeños valles y pampas a más de 2000 m s. n. m., en el fondo de los valles corren torrentosos arroyos y ríos entre los cuales se destaca el Alota, en las pampas se encuentran lagunas salobres como la Laguna Tarija (casi en el centro de esta provincia).

## Demografía
De acuerdo con el censo boliviano de 2024, la población de la provincia de Enrique Baldivieso es de 2 119 habitantes.
La población de la provincia ha aumentado aproximadamente a la mitad en las últimas tres décadas:
| Año  | Habitantes | Fuente |
| ---- | ---------- | ------ |
| 1992 | 1 313      | Censo  |
| 2001 | 1 640      | Censo  |
| 2012 | 1 684      | Censo  |
| 2024 | 2 119      | Censo  |

En el 2007, el idioma más usual es el quechua hablado por el 96 % de la población, mientras que el 86% también sabe hablar el español. La población es de 1.684 habitantes según el censo de 2012. 46,5% de la población son menores de 15 años de edad. Según el censo de 2001 toda la población de la provincia era de sólo 1.640 habitantes, sin embargo se había producido un fuerte incremento vegetativo respecto al anterior censo ( de 1992 ): un incremento demográfico del 25% de modo que hasta fines del 2006 gran parte de la población – el 46%– contaba con 15 o menos años de edad.
El 95% de la población es católica y el 2% protestante ( siendo el protestantismo de aparición reciente en esta zona ), con todo casi toda la población mantiene prácticas sincretizadas de cultos ancestrales prehispánicos.
El 72% de la población está dedicada a tareas agroganaderas (cultivo hortícola de subsistencia en "chacras" de papas, quinoa, maíz y pastoricia de auquénidos como la llama y la alpaca así como también caprinos y ovinos a lo que se suman aves de corral ); el 28% de la población está en el sector servicios. El 99,7 % de las viviendas carece de electricidad y el 99% carece de servicios sanitarios (agua dulce corriente, cloacas etc.).

## Municipios
Esta provincia boliviana comprende sólo un municipio que corresponde al de su capital:
- San Agustín

Tal municipio estaba subdividido hasta el 2009 en tres cantones:
| Cantón      | Población 2001 |
| ----------- | -------------- |
| Alota       | 533            |
| Cerro Gordo | 292            |
| San Agustín | 567            |

## Lugares de interés
- Valle de las Rocas (Rock Valley)
- Turuncha Fluviales y Lacustres Turuncha en San Agustín Cantón